# Aytaj Tapdig
Aytaj Tapdig (nom complet: Aytaj Soltan gizi Ahmadova; en àzeri: Aytac Soltan qızı Əhmədova; Bakú, nascuda el 18 de juliol de 1993) és una periodista, activista pels drets de les dones i presa política azerbaidjanesa. El 2010, va ser admesa a la Universitat Pedagògica Estatal de l'Azerbaidjan. El 2014, es va graduar a l'Escola de Periodisme de Bakú. Treballa com a reportera per a Meydan TV des del 2015.
El 2022, va presentar el programa MeyArt, que es va emetre a Meydan TV. Al llarg de la seva carrera professional, s'ha enfrontat repetidament a detencions, resistència per part de les forces de l'ordre i casos de maltractament.
El 6 de desembre de 2024 va ser arrestada en relació amb una causa penal presentada contra periodistes del canal de televisió. El 8 de desembre, el Tribunal de Districte de Xətai va ordenar la seva detenció com a mesura preventiva. Ella i altres detinguts en el cas van ser acusats en virtut de l'article 206.3.2 del Codi Penal de l'Azerbaidjan, que implica contraban comès per un grup de persones per conspiració prèvia. Aytaj Tapdig va negar els càrrecs i va atribuir la seva detenció a les seves activitats periodístiques professionals.
Diverses organitzacions locals i internacionals de drets humans van condemnar la detenció d'Aytaj Tapdig, i la van qualificar de política i van instar les autoritats azerbaidjaneses a alliberar-la immediatament.
Es troba detinguda al Centre de Detenció Preventiva de Bakú sota l'autoritat del Servei Penitenciari del Ministeri de Justícia.